# Kozji Vrh (Słowenia)
Kozji Vrh – wieś w Słowenii, w gminie Podvelka. W 2018 roku liczyła 61 mieszkańców.